# Католическое кладбище (Радом)
 Памятник культуры Мазовецкого воеводства: регистрационный номер 248/A/84 от 20 марта 1984 года.
Католическое кладбище (пол. Cmentarz Rzymskokatolicki) — некрополь, находящийся в городе Радом, Мазовецкое воеводство, Польша. Кладбище располагается на улице Болеслава Лимановского, 72. Памятник культуры Мазовецкого воеводства.

## История
Кладбище было основано в 1812 году и первоначально занимало площадь 2 морга. В 1849 году муниципалитет присоединил к некрополю дополнительную территорию площадью 7 моргов и 34 меры. В 1854 году начались работы по обнесению некрополя стеной, которые закончились в 1856 году. Был построен вход с двумя башнями. В 1852 году к некрополю была проведена дорога из города. В 1876 году территория кладбища была увеличена на 4 морга и 8 мер. Через некоторое время к некрополю снова была присоединена площадь размером 5 моргов и 217 мер, однако эта территория состояла из суглинистых земель, непригодных для захоронений, поэтому к некрополю было присоединено находящееся поблизости холерное кладбище, построенное в 1885 году.
В 90-е годы XIX столетия на кладбище был оборудован участок для католических священнослужителей и был построен возле главных ворот домик для садовника.
До 1891 году на некрополе было захоронено 40.672 человек.
20 марта 1984 года некрополь был внесён в реестр памятников культуры Мазовецкого воеводства (№ 248/A/84).
Самый старый участок некрополя состоит из 14 кварталов и обозначается литерой «А». Участок, присоединённый в 1876 году, обозначается литерой «С» и участок, присоединённый к кладбищу в 1891 году и состоящий из 16 кварталов, обозначается литерой «В».

## Известные личности, похороненные на кладбище
- Брандт, Юзеф (1841—1915), польский художник;
- Матерский, Эдвард Генрик (1923—2012), католический епископ;
- Гродзиньская, Тереса (1899—1920) — польская санитарка поля боя, героиня польско-советской войны